# موسوعه عبدالله بن عباس
موسوعه عبدالله بن عباس با نام کامل موسوعه عبدالله ب عباس حبرالامه و ترجمان القرآن شناخته می‌شود، از مهم‌ترین آثار موجود دربارهٔ عبدالله بن عباس است. این کتاب در ۲۱ جلد، تألیفی از سید محمدمهدی خرسان می‌باشد که در سی و چهارمین جایزه کتاب سال، برنده جایزه کتاب سال جمهوری اسلامی ایران شد. به گفته مؤلف، تألیف این اثر، ۷۰ سال به طول انجامیده است.

## شرح اثر

### موضوع کتاب
موضوع کتاب، اطلاعاتی است که از عبدالله بن عباس در منابع مختلف موجود است می‌باشد. مؤلف در این اثر سعی نموده است تا علاوه بر بیان روایاتی که عبدالله بن عباس نقل کرده است، به بیان گزارش‌های تاریخی منقول از وی و همین‌طور اتفاقاتی که عبدالله در آن دخیل بوده است بپردازد. در این اثر با بیان روایاتی از زندگانی عبدالله، تشیع و ارادت او به اهل بیت نبوت نتیجه‌گیری کرد. مؤلف در بخش‌های پایانی کتاب به نظریات پژوهشگران دربارهٔ شخصیت عبدالله بن عباس پرداخته و از این دیدگاه به شرح جایگاه او پرداخته است.

### کلیات
این کتاب در ۲۱ جلد و چهار بخش کلی تدوین شده است که هر کدام از آنها با عنوان حلقه، نامگذاری شده‌اند:
- حلقه اول: که بیشترین حجم کتاب را شامل می‌شود به بیان جایگاه قبیله قریش و اصل و نسب آنها و تأثیرگذاری عبدالله بن عباس در وقایع تاریخی زمان خود پرداخته است.
- حلقه دوم: در این بخش نویسنده به بیان نظریات عبدالله پرداخته و کاری تحقیقی را دربارهٔ اعتقادات وی به صورت پژوهش در روایات منقول از وی شروع کرده است. در این بخش نویسنده، تشیع عبدالله را اثبات می‌کند.
- حلقه سوم: که به نوعی منبع‌شناسی، کتابشناسی و نسخه‌شناسی اثر محسوب می‌شود، به بیان آثار منسوب به عبدالله بن عباس و اقدامات پژوهشی بر روی آن کتاب‌ها و موارد مشابه صورت گرفته است.
- حلقه چهارم: در این حلقه به بیان اختلافات دربارهٔ شخصیت و اعتقادات عبدالله بن عباس پرداخته شده است از دیدگاه جرح و تعدیل علماء رجال شیعه تا دیدگاه خاورشناسان غربی را شامل می‌شود. مؤلف دو جلد از این حلقه را به رفع اتهام دستبرد عبدالله بن عباس از بیت المال در زمان ولایت بر بصره اختصاص داده است.

### مشخصات ظاهری و محتوایی
این کتاب در چهار حلقه تدوین شده که مؤلف هر حلقه را در ۵ جلد جای داده است. تنها حلقه آخر کتاب یک جلد اضافه داشته که مجموعاً این موسوعه را ۲۱ جلدی کرده است. جلد آخر کتاب به نوعی خاتمه و معرفی موسوعه محسوب می‌شود.
این کتاب توسط انتشارات آل البیت قم در سال ۱۳۸۵ چاپ شد.

### دلیل نگارش
مؤلف دربارهٔ انگیزه و هدف از تألیف کتاب می‌نویسد: «خلفای اموی به‌طور خاص با بنی‌هاشم، از جمله با ابن‌عباس دشمنی داشتند. بعدها هم که عباسیان به حکومت رسیدند علاوه بر امویان، عباسیانِ رقیب، حَسَنیان، خوارج و حتی یهودیان و مسیحیان و خلاصه تمام گروه‌های مخالف خلفای عباسی شروع کردند به دشنام‌دادن به کل خاندان عباس، از جمله عبدالله. اکنون من تلاش کرده‌ام از ملغمهٔ گزارش‌های لَه و علیه ابن‌عباس، صواب را از ناصواب جدا کنم.» باید توجه داشت که مؤلف در این اثر، تنها به دنبال بیان حقائق و یک گزارش بی‌طرفانه نیست و در این بین به هدف و انگیزه جاعلان نیز پرداخته است. تألیف این کتاب نزدیک به ۷۰ سال به طول انجامیده است.

### جوایز
این کتاب در سی و چهارمین همایش کتاب سال جمهوری اسلامی ایران، برنده جایزه برگزیده در حوزه دین و سیره نویسی شد.

## نویسنده
سید محمدمهدی موسوی خِرسان، فقیه، تاریخ‌دان و محدث شیعی است که در عراق به عنوان عالم سنتی شناخته می‌شود. از استادان وی می‌توان به سید ابوالقاسم خویی، سید عبدالهادی شیرازی و سید محسن حکیم اشاره کرد. وی را به عنوان پژوهشگر و مؤلف می‌شناسند و برخی از آثاری وی عبارتند از: موسوعه ابن ادریس حلی، موسوعه عبدالله بن عباس و تحقیق و تصحیح کتبی چون: بحارالانوار، عیون اخبارالرضا، خصال صدوق، امالی صدوق، اکمال الدین و تمام النعمة، توحید صدوق و…

## نقد
علی کورانی نسبت به دفاع مؤلف کتاب نسبت به تشیع عبدالله، نقدهایی را مطرح کرده است و آن را ناشی از نگاهی خوش‌بینانه به موضوع و تاریخ عبدالله بن عباس می‌داند.